# سفارة فرنسا في كندا
سفارة فرنسا في كندا هي أرفع تمثيل دبلوماسي لدولة فرنسا لدى كندا. تقع السفارة في أوتاوا وهي تهدف لتعزيز المصالح الفرنسية في كندا.

## وصلات خارجية
- الموقع الرسمي
- قائمة سفارات فرنسا
- قائمة السفارات في كندا